# Línea 4 (Maldonado)
La línea 4 fue una línea de transporte público del departamento de Maldonado, Uruguay. Salía de San Carlos e iba directo hasta Punta del Este, haciendo la ruta 39.

## Recorrido
Esta línea recorría los siguientes destinos
- Dirección Nacional de Vialidad - MTOP
- Avda. Wilson Ferreira Aldunate
- Avda. Ejido
- Agencia Codesa San Carlos
- Los Dedos / Calle 31 (Emilio Inzaurraga)
- Liceo Punta Del Este
- Punta Del Este